# Tiphys pionoidellus
Tiphys pionoidellus är en kvalsterart som först beskrevs av Herbert Habeeb.  Tiphys pionoidellus ingår i släktet Tiphys och familjen Pionidae. Inga underarter finns listade i Catalogue of Life.